# 再使用ロケット実験
再使用ロケット実験とは日本の宇宙航空研究開発機構 (JAXA) の研究プロジェクトのひとつで、英語表記 (Reusable Vehicle Testing) の略称でRVTとも呼ぶ。また、本実験で製作した実験用機体である、再使用ロケット実験機のこともRVTと呼ぶ。本実験の目的は、完全再使用ロケット (RLV) の開発に必要な技術の習得である。

## 背景
宇宙開発が抱える問題のひとつに、地球から宇宙へ人や物を運ぶのに要する費用が莫大であることが挙げられるが、最大の原因は輸送手段であるロケットを使い捨てにしているということである。宇宙ロケットの製造費用は数十-数百億円であり、輸送費用の過半を占めている。しかし、ロケットが航空機のように帰還し、整備と燃料補給を受けて繰り返し飛行することが可能であれば、飛行1回あたりの減価償却費ははるかに安くなるため、輸送費用を劇的に安くできると考えられた。
このような観点から様々な再使用ロケット (RLV) が検討され、アメリカではスペースシャトルが実用化されたが、実際には整備に莫大な費用を要し、かえって使い捨てロケットより高くつく結果に終わった（詳しくはスペースシャトルの項を参照）。このため2007年現在、宇宙輸送機は使い捨てロケットが主流である。
しかし、高価なロケットを使い捨てにしている限り、輸送費用の低減には限度がある。また打ち上げのたびにロケットを投棄するため、安全上の問題や環境保全、資源節約の観点からも好ましいものではない。使い捨てロケットは、経済的な再使用ロケットが実現できない時点での、次善の策と言える。
再使用ロケットには様々な形態が検討されているが、その一類型として、1段式で衛星軌道に達する (SSTO)、垂直離着陸式 (VTOL) のロケットがある。この形態は1970年代にアメリカで発案され、太陽発電衛星の建設や宇宙観光旅行を可能にすると考えられた。1990年代にはマクドネル・ダグラス社によりデルタクリッパーが設計され、垂直離着陸技術を確認するための実験機DC-Xが飛行に成功した。また日本では、日本ロケット協会が観光丸と称する宇宙観光用ロケットを想定し、技術のみならず経済性やインフラストラクチャーなど、実際の運行を想定した検討が行われたが、いずれも当時の技術では衛星軌道に達することは不可能で、実現には至らなかった。
しかし、将来の再使用ロケット実現に向け、要素技術の開発は必要と考えられた。そこで1998年、日本の宇宙科学研究所は、衛星軌道に達する能力はないが小型・安価で繰り返し飛行することができるロケットを開発・運用し、技術の蓄積を図ることを計画した。これがRVTである。

## 機体の概要

### 開発の経過
RVTは機体製作-地上実験-飛行実験を繰り返す形で開発が進められている。新しい機体を製作する際には、前の機体の部品と新規開発の部品と組み合わせており、2006年度までに4回製作されている。これらの機体はRVT#1-RVT#4と呼ばれる。地上実験や飛行実験は、ある目的で行われる一連の実験をRVT-1-RVT-11といった具合に命名しており、例えば9回目の実験（第3次飛行実験）はRVT-9、RVT-9における2回目の飛行はRVT-9-2と呼ばれる。

### RVT#1
最初に開発された機体。
- 推進剤は燃料に液体水素、酸化剤に液体酸素を使用し、推進剤タンクは球形の金属製タンクである。
- エンジンは1基で、ガス押し式として簡素化されている。垂直離着陸に必要な推力制御機能を持つが、推力偏向は行わない。
- 姿勢制御には高圧窒素ガスによるスラスターを使用した。
- 機体全体は、やぐら状のフレーム下端にエンジン、内部に燃料、上部に酸化剤タンク、上端に姿勢制御用の窒素ガスタンクとスラスターを取り付けている。フレーム下部の周囲には、推進剤加圧用の高圧ヘリウムタンクを取り付けている。エアロシェル（空気抵抗を減少する成型カバー）は装着していない。

#### RVT-1
1998年8月24日-9月5日 エンジン推力特性試験
機体の主要部分を組み立て、台座に固定して行われた。推力の制御特性や効率的な運用に関する各種のデータを取得した。

#### RVT-2
1998年10月23日-11月8日 第2次エンジン推力特性試験
機体をほぼ飛行時の状態まで組み上げ、地上に設置した状態で行われた。エンジンの推力制御特性や機体への環境影響調査，飛行に用いる航法誘導制御系機器の動作確認および飛行実験に向けての運用習熟などを行った。

#### RVT-3
1999年3月13日-3月26日 第1次離着陸実験
地上試験の後、垂直離着陸を含む飛行を行った。1回目の飛行では、0.7m上昇した後、0.5m水平移動して着陸した。2回目の飛行では、4m上昇した後、3.5m水平移動して着陸した。このときの飛行時間は11.5秒であった。

### RVT#2
改良が施され、飛行範囲の拡大が図られた。
- 耐久性設計エンジン
- GPSによる航法
- エアロシェル

#### RVT-4
2000年3月6日-3月23日 第3次地上燃焼実験
機体の主要部分を組み立て、台座に固定して行われた。新型エンジンの推力特性を確認した。

#### RVT-5
2000年7月17日-8月4日 第4次地上燃焼実験
機体を飛行時の形態に組み立てて実験した。実験後半からエアロシェルを取り付け、離着陸時の影響（エンジンの高熱が地面から跳ね返る）や水素漏れ（エアロシェル内に溜まる）検知などが確認された。

#### RVT-6
2001年6月9日-6月26日 第2次離着陸実験
6回の飛行を行った。1回目は高度10mまで上昇した。2回目は20mと上げつつGPS制御を試験し、着陸地点の誤差は5cmだった。3回目は最高の22mまで達した。4回目から6回目では、3日半で3回の飛行を行い、短期間での繰り返し飛行を経験した。

### RVT#3
高度100kmを目標とする実用機の開発に向け、必要な技術の蓄積を目的として改良が施された。
- 液体水素タンクの複合材化
- エンジン噴射器高機能化
- 再使用運用の洗練
- 飛行範囲の拡大

#### RVT-7
2001年12月上旬-中旬 エンジン単体地上燃焼試験
石川島播磨重工ロケット試験センター(兵庫県相生市)にて、新しい噴射器を取り付けたエンジンの性能確認が行われた。

#### RVT-8
2003年3月14日-3月30日 第5次地上燃焼実験
複合材製推進剤タンクなど、軽量化を施した新型機体を組み立てて、燃焼実験を行った。

#### RVT-9

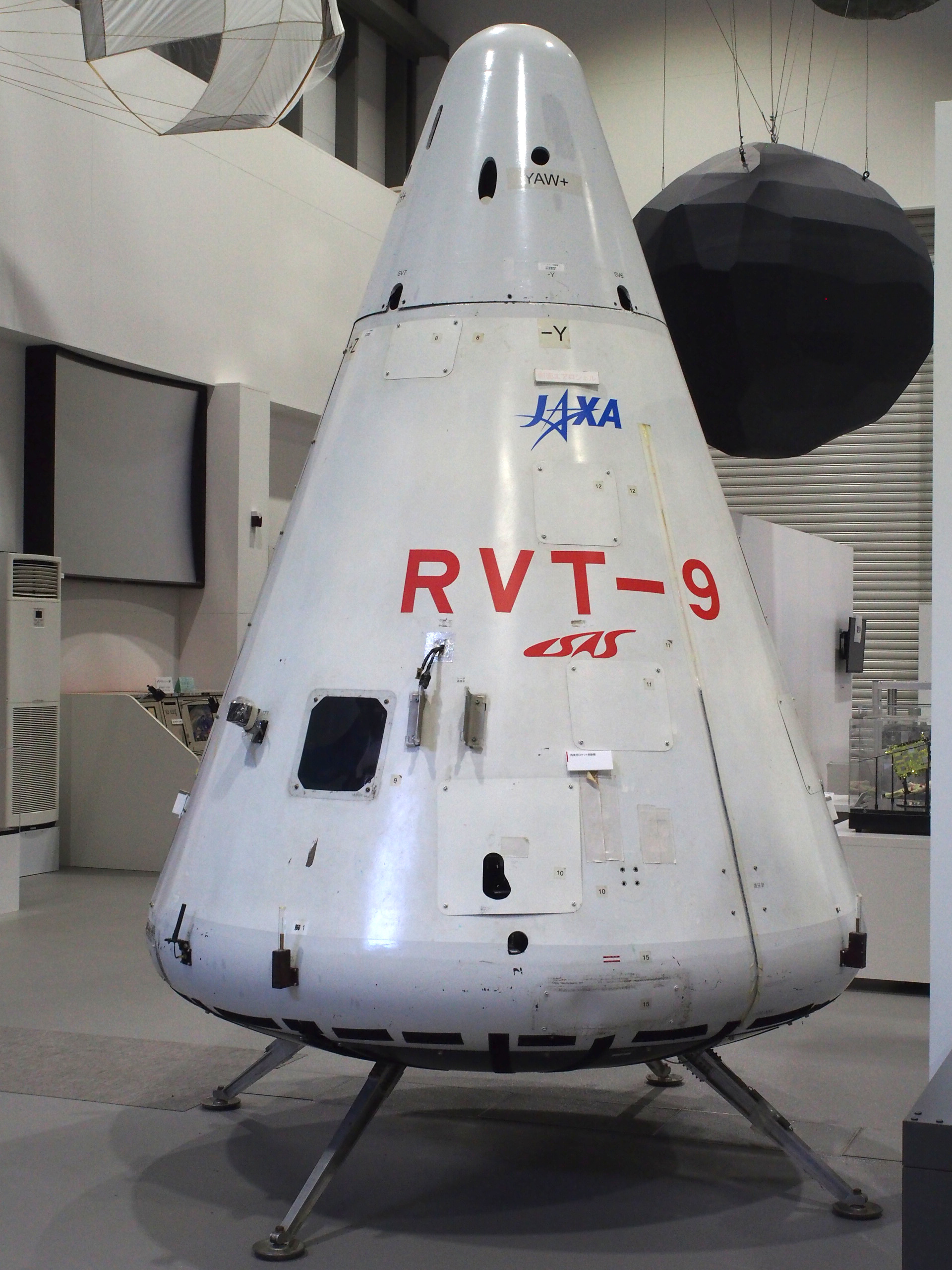

2003年10月14日-11月1日 第3次離着陸実験
3回の飛行を行い、最高42mまで上昇した。

### RVT#4
実用機として計画している再使用観測ロケット（後述）に使用する技術を実証するため、開発している。
- エンジンをガス押し式からターボポンプ式に変更して能力向上
- 液体酸素タンクの複合材化
- 姿勢制御に水素ガス・酸素ガスによるスラスターを使用し、エンジンと推進剤を統合

#### RVT-10
2006年11月12日-11月16日 第11次地上燃焼実験
寿命管理と高応答制御が可能で繰り返し運用することが容易なターボポンプ式エンジンの燃焼試験を行った。

#### RVT-11
2007年9月3日-10月6日 第3次ターボポンプ単体試験
JAXA角田宇宙センターラムジェットエンジン試験設備において、推力制御の応答性改善とロバスト性向上を目指し新設計された液体水素ターボポンプの特性試験を行った。

#### RVT-12
2007年11月半ば-12月5日 ターボポンプ式エンジン第2次地上燃焼試験
JAXA能代多目的実験場において4回の地上燃焼試験を行い、高応答推力制御機能や、将来の飛行中再着火を見据えた低い燃料消費での起動方法等についてデータを取得した。

#### RVT-13
2008年12月初旬 ターボポンプ式エンジン第3次地上燃焼試験
JAXA能代多目的実験場において推力8kNのターボポンプ式エキスパンダーサイクルエンジンを用いたシステムの地上燃焼試験を9回行った。エンジンの限界特性や機体システムとの適合性等が調べられ、準静的・動的な推力制御の周波数応答性やステップ応答性の試験、低推力限界を調べるディープスロットリング試験等が行われた（スロットリング＝推力調整）。

#### RVT-14
2009年3月初旬 ターボポンプ式エンジン第4次地上燃焼試験
JAXA能代多目的実験場において地上燃焼試験を行い、推力の70%を超える高推力域の推進特性、推力制御特性に関するデータを取得し機体システムへの適合性を評価した。

## 再使用観測ロケット
再使用観測ロケットは、RVTの実用化事例として計画された観測ロケットである。2008年8月に実証計画が宇宙工学委員会の審査を通り、プリプロジェクト化された。
再使用観測ロケットでは、従来のRVT#1-#4が基本設計を継承した改良であったのに対し全面的な拡大発展を予定しており、100kg程度のペイロードを搭載し、高度100kmまで上昇することを目標としていた。エンジンや姿勢制御等の機器類もRVTのものを流用もしくは発展させて使用するが、エンジンは4基搭載し、全体に大幅に大型化している。開発は、設計開始から試験飛行完了までの期間が5年、費用は50億円と見積もられた。
本機は、1日1回の飛行を5回連続して行った後、分解整備を受ける。この際の飛行費用は1回あたり2500万円を予定している。現行の実験観測用ロケットは、使い捨てで1機2-6億円であることから、本機の実用化により一桁以上のコストダウンとなる。また、搭載する実験機器も容易に回収できる（従来はパラシュートで海上に着水するなど、過酷な環境で、回収にも手間を要した）ことから、この点でもコストダウンが図れるほか、より高価な機器や衝撃に弱い機器の搭載も可能になる。さらに、本機は任意の高度で空中停止することも可能であり、高層大気観測などで従来不可能だったことが可能になると考えられた。
また本機の実用化により、「航空機のように、簡素な整備で繰り返し飛行するロケット」の運用経験を蓄積することができる。JAXAでは、小型再使用ロケットと大型使い捨てロケットを並行して開発することで、将来の大型再使用ロケット開発につながる技術の蓄積ができると考えていた。
2014年、三菱重工業は「三菱重工技報 Vol.51 No.4 (2014) 航空宇宙特集」において、JAXAと協力して研究している再使用観測ロケット技術実証の成果を報告した。
この中で公開された再使用観測ロケットの主要諸元は、機体全長13.5m 全備重量11.6t エンジン推力40kN×4基というものであった。
2015年6月15日、JAXAは再使用ロケット・エンジンの技術実証試験が完了したことを受け、報道関係者向けに説明会を実施。
試験では今年2月までに、エンジンの起動と停止の累積回数は142回を記録、累積燃焼時間は3785秒にも達している。これにより、100回の打ち上げに相当する負荷に耐えられることが実証された。
しかし、再使用観測ロケット自体は実用化されないまま、2016年に再使用・観測ロケット技術実証プロジェクトは終わりを迎えた。一方で、同年には新たに再使用実験機RV-Xの開発が始まっており、その後は独仏日共同のCALLISTO実験機を経て、ロケット1段目の再使用を検討するとなっている。

## 有人化への展望
RVTが企画されたそもそもの経緯から、関係者の有人化への関心は高く、様々な場で有人化に言及している。
再使用ロケットは繰り返し飛行することで機体製造費用を減価償却して、飛行費用を安くすることを目的としている。このため、飛行中に異常を早期発見し、破壊の拡大を防止するために一部の機能を停止し、正常な機能だけで安全に着陸する能力が不可欠である。これは航空機では当たり前であり、経済的理由はもちろん搭乗者の人命を確実に保護するためである。従って再使用ロケットに求められる技術は、有人化にも役立つ。
近年盛り上がりをみせている準軌道宇宙観光用ロケットへの発展を期待する声もある。パトリック・コリンズらは、RVTの技術を発展させることで実現可能として、宇宙観光ロケット「宇宙丸」を提唱している。宇宙丸は定員5名 (乗員2名、乗客3名) の垂直離着陸ロケットで、再使用観測ロケットよりも一回り大型である。開発費は300億円、乗客1名の料金は30万円と試算されている。飛行コストが著しく低く見積もられているが、これは整備運用費用を航空機並みと想定しているためである。